# Ференц Чонграді
Ференц Чонграді (угор. Ferenc Csongrádi, нар. 29 березня 1956, Апацаторна) — угорський футболіст, що грав на позиції півзахисника. По завершенні ігрової кар'єри — тренер.
Виступав, зокрема, за клуб «Відеотон», а також національну збірну Угорщини.

## Клубна кар'єра
У дорослому футболі дебютував 1974 року виступами за команду «Відеотон», в якій провів тринадцять сезонів, взявши участь у 314 матчах чемпіонату. Більшість часу, проведеного у складі «Відеотона», був основним гравцем команди. Найвищим досягненням для гравця в клубі став вихід у фінал Кубка УЄФА 1985 року. У першій грі проти «Реалу» Чонграді не зіграв, а його команда програла 0:3, але у матчі-відповіді в Мадриді Ференц вивів команду як капітан, але через травму був змушений покинути поле на 58 хвилині, а його команда виграла 1:0 та не здобула трофей.
Наприкінці кар'єри з 1987 по 1989 рік Чонграді по сезону грав у складі команд «Дьйор» та «Веспрем».

## Виступи за збірну
27 березня 1976 року дебютував в офіційних матчах у складі національної збірної Угорщини в товариському поєдинку проти Аргентини (2:0).
У складі збірної був учасником чемпіонату світу 1982 року в Іспанії, де зіграв в одному матчі проти Бельгії (1:1), а його команда не вийшла з групи.
Загалом протягом кар'єри у національній команді, яка тривала 9 років, провів у її формі 24 матчі.

## Кар'єра тренера
Розпочав тренерську кар'єру 1991 року, увійшовши до тренерського штабу клубу «Відеотон», де спочатку працював як молодіжний тренер, а у 1995–1996, 1998 та 2000–2001 роках був головним тренером першої команди. 
З 1999 року став головним тренером «Гажзера». Він також працював у команді «Матав» (Шопрон)